# Мемельская марка
Мемельская марка, официально — просто Марка (нем. Mark) — денежные знаки Мемельланда, выпущенные Торговой палатой Мемельского края в 1922 году.

## История
В 1920 году согласно Версальскому договору, области Германского государства севернее Немана образовали Мемельский край (англ. Memelland) под мандатом Лиги наций. Версальский договор не передавал эту территорию Литве, так как к этому времени ещё не было решено будущее Литовского государства и его независимость не была признана международным сообществом. Отделение Мемельского края объяснялось тем, что в этом крае большинство жителей составляли литовцы (за исключением города Мемеля).
Нотгельды Мемельского края выпущены в 1922 году Торговой палатой Мемельского края с разрешения французской администрации Мемельланда (Верховного комиссара союзных вооружённых сил).
В 1923 году Мемельский край вошёл в состав Литвы, марка была заменена на литовский лит.

## Внешний вид

#### Выпуск 1922 года[1]
|  |  | 1/2 марки | нет данных | нет данных | нет данных | нет данных | нет данных | 22 февраля 1922 года |
|  |  | 1 марка   | нет данных | нет данных | нет данных | нет данных | нет данных | 22 февраля 1922 года |
|  |  | 2 марки   | нет данных | нет данных | нет данных | нет данных | нет данных | 22 февраля 1922 года |
|  |  | 5 марок   | нет данных | нет данных | нет данных | нет данных | нет данных | 22 февраля 1922 года |
|  |  | 10 марок  | нет данных | нет данных | нет данных | нет данных | нет данных | 22 февраля 1922 года |
|  |  | 20 марок  | нет данных | нет данных | нет данных | нет данных | нет данных | 22 февраля 1922 года |
|  |  | 50 марок  | нет данных | нет данных | нет данных | нет данных | нет данных | 22 февраля 1922 года |
|  |  | 75 марок  | нет данных | нет данных | нет данных | нет данных | нет данных | 22 февраля 1922 года |
|  |  | 100 марок | нет данных | нет данных | нет данных | нет данных | нет данных | 22 февраля 1922 года |